# Градски кохорти
Градските кохорти (лат. Cohortes urbanae) в Древен Рим се намирали под началството на градския префект /praefectus urbi/.
Тези кохорти били създадени от император Октавиан Август едновременно с преторианските и номерацията им започвала от X (за разлика от тези на преторианските – I – IX). Император Клавдий увеличил броя им. При Веспасиан /69 – 79 г./ в Рим били оставени 4 кохорти, а останалите – пратени в Картаген и Лугудунум /Лион/, за да пазят императорския монетен двор.
Службата в градските кохорти била 20 години.